# Президентские выборы в США (2008)
Выборы президента Соединённых Штатов Америки 2008 прошли 4 ноября 2008 года. Это были 56-е последовательные выборы президента и вице-президента США на четырёхлетний срок. Они совпали с выборами в Сенат в 2008 (в 31 штате), выборами в Палату представителей (во всех штатах) и с выборами губернаторов (в 11 штатах), а также различными референдумами и выборами местного уровня.
Распределение голосов избирателей (то есть сколько каждый штат даёт голосов в коллегии выборщиков), как и на выборах 2004 года, базировалось на переписи населения, проведённой в 2000 году.
На выборах одержали победу представители Демократической партии США: президентом избран Барак Обама, вице-президентом — Джозеф Байден. Их основными оппонентами были кандидаты Республиканской партии — соответственно Джон Маккейн и Сара Пейлин. Избранный президент и избранный вице-президент вступили в должность 20 января 2009 года.
Впервые в истории США за президентское кресло боролись два действующих сенатора. Впервые оба кандидата от основных партий родились вне континентальной территории США — Обама на Гавайях, а Маккейн в Зоне Панамского канала. Впервые с 1952 года в выборах не участвовали ни действующий президент, ни действующий вице-президент (Джордж Буш-младший по Конституции не мог баллотироваться на третий срок, а Ричард Чейни неоднократно и решительно отвергал все попытки выдвинуть его в президенты).
Выборы при любом возможном исходе являлись историческими с точки зрения традиционно мало представленных в политике групп населения. Барак Обама стал первым афроамериканским президентом США (он также первый кандидат африканского происхождения, баллотирующийся на этот пост от основных партий), а Джозеф Байден — первым католиком-вице-президентом США. Если бы победил Маккейн, то Сара Пейлин стала бы первой женщиной-вице-президентом.
Для выдвижения кандидатам от ведущих партий было необходимо пройти праймериз и набрать большинство голосов делегатов итогового съезда партии: у демократов — 2025 голосов, у республиканцев — 1517.

## Кандидаты

### Кандидаты отДемократической партии
| Кандидат        | Портрет | Штат              | Голосов | Побед в штатах | Кампания                                         |
| --------------- | ------- | ----------------- | ------- | -------------- | ------------------------------------------------ |
| Барак Обама     |         | Иллинойс          | 2072    | 28             | принял участие в выборах: избран президентом США |
| Хиллари Клинтон |         | Нью-Йорк          | 1916    | 17             | снялась 7 июня                                   |
| Джон Эдвардс    |         | Северная Каролина | 13      | 0              | снялся 30 января                                 |
| Майк Грейвел    |         | Аляска            | 0       | 0              | снялся 3 апреля                                  |
| Билл Ричардсон  |         | Нью-Мексико       | 0       | 0              | снялся 10 января                                 |
| Джо Байден      |         | Делавэр           | 0       | 0              | снялся 3 января                                  |
| Кристофер Додд  |         | Коннектикут       | 0       | 0              | снялся 3 января                                  |
| Деннис Кусинич  |         | Огайо             | 0       | 0              | снялся 23 января                                 |

По результатам праймериз Обама стал единым кандидатом от демократов на этих выборах, получив поддержку более 2025 необходимых делегатов.
23 августа 2008 года Барак Обама объявил Джозефа Байдена кандидатом на пост Вице-Президента США от демократической партии.

### Кандидаты отРеспубликанской партии
| Кандидат         | Портрет | Штат        | Голосов | Побед в штатах | Кампания                                     |
| ---------------- | ------- | ----------- | ------- | -------------- | -------------------------------------------- |
| Джон Маккейн     |         | Аризона     | 1517    | 24             | принял участие в выборах; потерпел поражение |
| Рон Пол          |         | Техас       | 35      | 0              | снялся 30 мая                                |
| Майк Хакаби      |         | Арканзас    | 275     | 8              | снялся 4 марта                               |
| Митт Ромни       |         | Массачусетс | 255     | 11             | снялся 7 февраля                             |
| Рудольф Джулиани |         | Нью-Йорк    | 0       | 0              | снялся 30 января                             |
| Элан Кис         |         | Мэрилэнд    | 0       | 0              | снялся                                       |
| Данкэн Хантер    |         | Калифорния  | 0       | 0              | снялся 19 января                             |
| Фред Томпсон     |         | Теннесси    | 0       | 0              | снялся 22 января                             |
| Том Танкредо     |         | Колорадо    | 0       | 0              | снялся 20 декабря 2007 года                  |

Джон Маккейн стал единым кандидатом от республиканцев на этих выборах, получив после праймериз 4 марта 62,7 % голосов делегатов съезда. По результатам праймериз Маккейн заручился поддержкой 1517 делегатов съезда, Пол — 35. Последующие праймериз уже не имели значения, поскольку кандидат от Республиканской партии был известен.
Митт Ромни на момент выхода его из кампании имел 255 голосов, Майк Хакаби — 275. 

Для победы на съезде необходимо получить поддержку 1191 делегата.
29 августа Джон МакКейн в Дейтоне (Огайо) объявил губернатора штата Аляска Сару Пейлин кандидатом в вице-президенты США.

### Кандидаты от «третьих партий» и независимые кандидаты
Кандидатом от Социалистической партии США стал Брайан Мур. 26 апреля 2008 года Конституционная партия США на своём съезде выдвинула Чака Болдвина кандидатом на пост президента США.
Кандидатом-либертарианцем на выборах стал Роберт Барр. По утверждениям некоторых экспертов, он мог бы отобрать голоса у республиканца Джона Маккейна и решить таким образом судьбу выборов в том случае, если разрыв между демократами и республиканцами был бы минимален.
| Партия                                | Кандидат        |
| ------------------------------------- | --------------- |
| Либертарианская партия                | Роберт Барр     |
| Социалистическая партия               | Брайан Мур      |
| Конституционная партия                | Чак Болдуин     |
| Партия зелёных                        | Синтия Маккинни |
| Новая американская независимая партия | Фрэнк Макэнолти |
| Партия за социализм и освобождение    | Глория ла-Рива  |
| Социалистическая рабочая партия       | Рожер Калеро    |
| Партия бостонского чаепития           | Чарльз Джей     |
| Партия запрета                        | Джен Амондсон   |
| Реформистская партия                  | Тед Уэйлл       |
| независимый кандидат                  | Алан Кейес      |
| независимый кандидат                  | Джо Шринер      |

Ещё один кандидат на пост президента США Ральф Нэйдер, известный адвокат и участник президентских кампаний 1996—2004 годов, баллотировался самостоятельно.

## Кампания
Предвыборные дебаты Обамы и Маккейна в 2008 году были посвящены преимущественно внутриполитическим вопросам.

## Опросы
- По данным «Newsweek» (23.01.07), 28 % американцев хотели бы видеть президентом после выборов 2008 г. республиканца, 49 % — демократа.

## События
- 3 января 2008 года: начало праймериз. Первые праймериз прошли в Айове. На них победили у республиканцев — Джон Маккейн, у демократов — Барак Обама.
- 26 января 2008 года: у демократов прошли уже 5 праймериз. На этот момент Обама имеет 63 голоса делегатов съезда, Клинтон — 48.
- 29 января 2008 года: у республиканцев прошли восьмые по счёту праймериз. Джон Маккейн на данный момент имеет 95 голосов съезда, Митт Ромни — 65, Майк Хакаби — 27.
- 30 января 2008 года: Джон Эдвардс объявил о завершении своей кампании у демократов.
- 30 января 2008 года: Руди Джулиани объявил о завершении своей кампании у республиканцев.
- 5 февраля 2008 года: супервторник. Праймериз прошли в 22 штатах у демократов и в 19 штатах у республиканцев.
- 7 февраля 2008 года: Митт Ромни объявил о завершении своей кампании у республиканцев.
- 4 марта 2008 года: единым кандидатом от Республиканской партии стал Джон Маккейн, набрав необходимое количество голосов делегатов съезда. Майк Хакаби снял свою кандидатуру с выборов.
- 3 июня 2008 года: единым кандидатом от Демократической партии стал Барак Обама, набрав необходимое количество голосов делегатов съезда.
- 7 июня 2008 года: Хиллари Клинтон объявила о завершении своей кампании у демократов.
- 27 августа 2008 года: стало известно, что Джон Маккейн обошёл Барака Обаму по количеству голосов.
- 26 сентября: первый раунд теледебатов между кандидатами в президенты. Телезрители признали победителем Обаму.
- 7 октября: второй раунд теледебатов. Вновь большинство телезрителей посчитало Обаму победителем.
- 15 октября: третьи и последние теледебаты Обамы и Маккейна. На них был упомянут водопроводчик Джо.
- 17 октября: после серии теледебатов рейтинги показывают преимущество Обамы над Маккейном в 8 % — Обама 50 %, Маккейн 42 %

- 26 октября: результаты соцопросов за неделю до выборов показывают, что преимущество Обамы над Маккейном сокращается: Обама — 49 %, Маккейн — 44 %. Обама лидирует в 31 штате, которые дают 375 голосов, Маккейн — в 19, которые дают 160 голосов. Ещё в одном штате ничья — Северная Дакота стоит 3 голоса выборщиков.

## Результаты
По итогам подсчетов голосов уверенно победил демократ Барак Обама. Он избран 44-м президентом США.
16 декабря 2008 года состоялись голосования коллегий выборщиков.
9 января 2009 года Конгресс США утвердил результаты голосования выборщиков. Обама набрал 365 голосов выборщиков, а его соперник от Республиканской партии Джон Маккейн — 173 голоса.
| Кандидат        | Голосов выборщиков | %      | Голосов избирателей | %       |
| --------------- | ------------------ | ------ | ------------------- | ------- |
| Барак Обама     | 365                | 67,8 % | 69 498 516          | 52,93 % |
| Джон Маккейн    | 173                | 32,2 % | 59 948 323          | 45,65 % |
| Ральф Нейдер    | 0                  | 0 %    | 739 034             | 0,56 %  |
| Боб Барр        | 0                  | 0 %    | 523 715             | 0,40 %  |
| Чак Болдвин     | 0                  | 0 %    | 199 750             | 0,15 %  |
| Синтия Маккинни | 0                  | 0 %    | 161 797             | 0,12 %  |
| Другие          | 0                  | 0 %    | 242 685             | 0,18 %  |
| Всего           | 538                | 100 %  | 131 313 820         | 100 %   |

## Данные по штатам
| Штат                       | Выборщиков | Барак Обама | Джон Маккейн |
| -------------------------- | ---------- | ----------- | ------------ |
| Алабама                    | 9          | 38,74 %     | 60,32 %      |
| Аляска                     | 3          | 37,89 %     | 59,42 %      |
| Аризона                    | 10         | 44,91 %     | 53,39 %      |
| Арканзас                   | 6          | 38,86 %     | 58,72 %      |
| Айдахо                     | 4          | 35,96 %     | 61,30 %      |
| Айова                      | 7          | 53,93 %     | 44,39 %      |
| Вайоминг                   | 3          | 32,54 %     | 64,78 %      |
| Вашингтон                  | 11         | 57,43 %     | 40,32 %      |
| Вермонт                    | 3          | 67,46 %     | 30,45 %      |
| Виргиния                   | 13         | 52,63 %     | 46,33 %      |
| Висконсин                  | 10         | 56,22 %     | 42,31 %      |
| Делавэр                    | 3          | 61,94 %     | 36,95 %      |
| Джорджия                   | 15         | 46,90 %     | 52,10 %      |
| Гавайи                     | 4          | 71,85 %     | 26,58 %      |
| Западная Виргиния          | 5          | 42,57 %     | 55,68 %      |
| Иллинойс                   | 21         | 61,92 %     | 36,78 %      |
| Индиана                    | 11         | 49,91 %     | 48,88 %      |
| Калифорния                 | 55         | 60,95 %     | 36,92 %      |
| Канзас                     | 6          | 41,57 %     | 56,50 %      |
| Кентукки                   | 8          | 41,15 %     | 57,37 %      |
| Колорадо                   | 9          | 53,66 %     | 44,71 %      |
| Коннектикут                | 7          | 60,59 %     | 38,22 %      |
| Луизиана                   | 9          | 39,93 %     | 58,56 %      |
| Массачусетс                | 12         | 61,80 %     | 35,99 %      |
| Миннесота                  | 10         | 54,06 %     | 43,82 %      |
| Миссисипи                  | 6          | 43,00 %     | 56,18 %      |
| Миссури                    | 11         | 49,25 %     | 49,39 %      |
| Мичиган                    | 17         | 57,37 %     | 40,92 %      |
| Монтана                    | 3          | 47,17 %     | 49,43 %      |
| Мэн (1-й округ)            | 2          | 60,51 %     | 37,69 %      |
| Мэн (2-й округ)            | 2          | 54,61 %     | 43,35 %      |
| Мэриленд                   | 10         | 61,92 %     | 36,47 %      |
| Небраска (1-й округ)       | 2          | 44,34 %     | 54,09 %      |
| Небраска (2-й округ)       | 1          | 49,95 %     | 48,76 %      |
| Небраска (3-й округ)       | 2          | 29,63 %     | 68,64 %      |
| Невада                     | 5          | 55,15 %     | 42,65 %      |
| Нью-Гэмпшир                | 4          | 54,13 %     | 44,52 %      |
| Нью-Джерси                 | 15         | 57,15 %     | 41,62 %      |
| Нью-Мексико                | 5          | 56,91 %     | 41,77 %      |
| Нью-Йорк                   | 31         | 62,80 %     | 36,11 %      |
| Огайо                      | 20         | 51,36 %     | 46,83 %      |
| Оклахома                   | 7          | 34,35 %     | 65,65 %      |
| Орегон                     | 7          | 56,75 %     | 40,40 %      |
| Пенсильвания               | 21         | 54,48 %     | 44,17 %      |
| Род-Айленд                 | 4          | 63,13 %     | 35,21 %      |
| Северная Дакота            | 3          | 44,47 %     | 53,07 %      |
| Северная Каролина          | 15         | 49,70 %     | 49,38 %      |
| Теннесси                   | 11         | 41,83 %     | 56,90 %      |
| Техас                      | 34         | 43,64 %     | 55,39 %      |
| Федеральный округ Колумбия | 3          | 92,46 %     | 6,53 %       |
| Флорида                    | 27         | 50,91 %     | 48,10 %      |
| Южная Дакота               | 3          | 44,75 %     | 53,16 %      |
| Южная Каролина             | 8          | 44,90 %     | 53,87 %      |
| Юта                        | 5          | 34,27 %     | 62,34 %      |

## Оценки международных наблюдателей
Как заявил постоянный представитель России при ОБСЕ Анвар Азимов, наблюдатели Бюро ОБСЕ по демократическим институтам и правам человека констатировав общую демократичность выборов, в то же время «выявили ряд серьёзных нарушений обязательств ОБСЕ». Среди отмеченных наблюдателями нарушений — «фальсификация списков избирателей, лишение избирателей права голоса, сбои в системах электронного голосования. В большинстве штатов отсутствуют законодательные гарантии доступа международных наблюдателей на избирательные участки. Отмечены проблемы с обеспечением тайны голосования, выполнением процедур и федеральных законов».